# Mallory Cecil
Mallory Cecil (Spartanburg, 18 de juliol de 1990 és una extennista professional estatunidenca. Va desenvolupar la seva carrera majoritàriament en el circuit ITF.

## Biografia
Es va formar en l'IMG Academy de Florida, entrenada per Nick Bollettieri. Va estudiar a la Universitat Duke i va rebre el premi Honda Sports Award com a millor tennista estatunidenca de l'any 2009 després de guanyar tots sis partits individuals sense cedir cap set en la primera divisió de la NCAA. Va decidir abandonar els estudis per esdevenir tennista professional degut als bons resultats que havia aconseguit. Posteriorment va tornar a la universitat de Duke per llicenciar-se i també fer un postgraduat al Durham University Business School a Durham.
Després de retirar-se va formar part de l'organització de la WTA com a Business Operations Manager.